# Хорода (Тляратинский район)
Хорода — село в Тляратинском районе Дагестана. Входит в состав сельского поселения сельсовет Кособский.

## География
Расположено в 17 км к северо-востоку от районного центра — села Тлярата, на одноименной реке.

## Население
| 1869 | 1888 | 1895 | 1926 | 1939 | 1970 | 1989 |
| ---- | ---- | ---- | ---- | ---- | ---- | ---- |
| 140  | ↗192 | ↗194 | ↘180 | ↘177 | ↗207 | ↘84  |
| 2002 | 2010 | 2021 |      |      |      |      |
| ↗190 | ↗279 | ↘87  |      |      |      |      |